# Vanna (gruppo musicale)
I Vanna sono stati un gruppo metalcore di Boston appartenente alla scena hardcore locale. Il loro primo album, Curses, è stato pubblicato il 24 aprile 2007.

## Storia
La band fu formata nel 2004 dai due chitarristi Evan Pharmakis e Nick Lambert. Il duo registrò il primo demo in un dormitorio con l'ausilio di una drum machine. Poco dopo ingaggiarono il batterista Brandon Davis (che a quel tempo suonava nei Therefore I Am), il bassista Shawn Marquis e il cantante Joe Bragel. In seguito registrarono e pubblicarono il loro primo EP, intitolato This Will Be Our Little Secret. Questo EP li portò all'attenzione della Epitaph Records, con cui firmarono nel 2005. Nel marzo 2006 la band pubblicò lo split Therefore I Am/Vanna, di cui furono stampate solo 500 copie. Nel febbraio 2006 il gruppo iniziò la registrazione dell'EP The Search Party Never Came. Durante le registrazioni, però, la band decise di separarsi dal cantante Joe Bragel e di ingaggiare Chris Preece. L'EP fu pubblicato nel giugno 2006, e fu seguito da un tour con gli Escape the Fate.
Il 25 ottobre 2006 il gruppo si recò a Seattle per registrare il suo primo full-length, con Matt Bayles, già produttore di Mastodon e Norma Jean. Curses fu pubblicato il 24 aprile 2007 e fu pubblicizzato con alcune date insieme ai LoveHateHero.
Il 15 febbraio 2008 il batterista Brandon Davis partecipò al suo ultimo concerto con i Vanna e uscì dalla band durante un tour con Knives Exchanging Hands e My Hero Is Me. La band terminò il tour con un batterista provvisorio, Ryan Seaman. Quando la band iniziò a registrare il suo secondo album, ingaggiò come batterista in pianta stabile Chris Campbell, che suonava nei The Jonah Veil.
Il secondo lavoro della band, intitolato A New Hope, è stato pubblicato il 24 marzo 2009 con la produzione di Steve Evetts (Every Time I Die, He Is Legend, The Dillinger Escape Plan).

## Formazione

### Formazione attuale
- Davey Muise – voce (2009-presente)
- Nick Lambert  – chitarra (2004-presente)
- Joel Pastuszak  – chitarra, voce secondaria (2012-presente)
- Shawn Marquis – basso (2005-presente)
- Eric "Rabbit" Gross – batteria (2012-presente)

### Ex componenti
- Joe Bragel – voce (2005-2006)
- Brandon Davis – batteria (2005-2008)
- Evan Pharmakis – chitarra, voce pulita (2004-2012)
- Chris Campbell – batteria (2008–2012)
- Chris Preece – voce (2006–2009)

## Discografia

### Album in studio
| Data di Pubblicazione | Titolo     | Etichetta       |
| --------------------- | ---------- | --------------- |
| 24 aprile 2007        | Curses     | Epitaph Records |
| 24 marzo 2009         | A New Hope | Epitaph Records |

### EP
| Data di Pubblicazione | Titolo                         | Etichetta        |
| --------------------- | ------------------------------ | ---------------- |
| 2005                  | Demo                           | Autoprodotto     |
| agosto 2005           | This Will Be Our Little Secret | Autoprodotto     |
| 10 marzo 2006         | Therefore I Am/Vanna           | Robotica Records |
| 6 giugno 2006         | The Search Party Never Came    | Epitaph Records  |

### Apparizioni in compilation
| Data di Pubblicazione | Compilation                                    | Traccia                          | Etichetta                              |
| --------------------- | ---------------------------------------------- | -------------------------------- | -------------------------------------- |
| 2006                  | Epitaph Sampler                                | That Champagne Feeling (Demo)    | Epitaph Records                        |
| 2006                  | Warped Tour Compilation (Disc 2)               | A Dead Language For A Dying Lady | Epitaph Records & SideOneDummy Records |
| 2006                  | Unsound Volume 1                               | I Am The Wind                    | Epitaph Records                        |
| 2006                  | Purevolume Epitaph Digital Summer Sampler      | The Search Party Never Came      | Epitaph Records                        |
| 2006                  | Epitaph Sampler                                | The Search Party Never Came      | Epitaph Records                        |
| 2006                  | Purevolume 'Epitaph Tour 2007' Digital Sampler | The Things He Carried            | Epitaph Records                        |
| 2007                  | Epitaph Sampler                                | Country Boys...Goddamn           | Epitaph Records                        |
| 2007                  | Hails & Horns Volume 3 Sampler                 | The Things He Carried            | Epitaph Records                        |
| 2007                  | Warped Tour Compilation (Disco 2)              | The Things He Carried            | Epitaph Records & SideOneDummy Records |
| 2007                  | Epitaph Sampler                                | The Alarm                        | Epitaph Records                        |
| 2007                  | Purevolume & Epitaph Halloween Digital Sampler | We Ate The Horse You Rode In On  | Epitaph Records                        |
| 2009                  | Warped Tour 2009 Tour Compilation              | Into Hell's Mouth We March       | SideOneDummy Records                   |